# El Salvador (Zacatecas)
El Salvador es una localidad mexicana ubicada en el estado de Zacatecas y cabecera del municipio homónimo. Su primer habitante fue San Rafael de Orta, y posteriormente llegaron otras familias y acordaron llamarle a esta zona El Salvador.[cita requerida] Formó parte del latifundio de la antigua hacienda El Salado S.L.P. En 1918 es erigido en congregación municipal perteneciente al municipio de Concepción del Oro. En el año 1920 se le concedió la categoría de ayuntamiento, y el 1º. de enero de 1985 se le declara cabecera municipal.

## Personajes Ilustres
Matías Ramos Santos. Gobernador del Estado 1932 y Secretario de la Defensa Política.